# Prochyliza azteca
Prochyliza azteca är en tvåvingeart som beskrevs av Mcalpine 1977. Prochyliza azteca ingår i släktet Prochyliza och familjen ostflugor. Inga underarter finns listade i Catalogue of Life.